# Cezary Tobollik
Cezary Tobollik (* 22. Oktober 1961 in Mielec) ist ein ehemaliger polnischer Fußballspieler.
Der 1,81 m große Stürmer absolvierte von 1983 bis 1985 insgesamt 42 Spiele in der Fußball-Bundesliga für Eintracht Frankfurt und schoss dabei 12 Tore. Danach bestritt er 37 Spiele in der 2. Liga für Viktoria Aschaffenburg und erzielte dort 18 Treffer.
Seine Tochter Vivian spielt in der 2. Bundesliga Süd der Frauen in der zweiten Mannschaft des 1. FFC Frankfurt.